# Vores livs ferie
Vores livs ferie (engelsk: The Leisure Seeker) er en amerikansk film fra 2017 instrueret af Paolo Virzì med Helen Mirren og Donald Sutherland i hovedrollerne.

## Medvirkende
- Helen Mirren som Ella Spencer
- Donald Sutherland som John Spencer
- Janel Moloney som Jane Spencer
- Christian McKay som Will Spencer
- Kirsty Mitchell som Jennifer Ward
- Dana Ivey som Lillian
- Robert Pralgo som Phillip
- Dick Gregory som Dan Coleman
- Mylie Stone som Emily Ward